# 청북초등학교
청북초등학교는 대한민국 경기도 평택시 청북읍 현곡리에 있는 공립 초등학교이다.

## 학교 연혁
- 1926년 9월 13일 청북공립보통학교(4년제) 설립인가
- 1936년 3월 15일 6년제의 학제 개편
- 1938년 4월 1일 청북공립심상소학교로 개칭
- 1941년 4월 1일 청북공립국민학교로 개칭
- 1950년 6월 1일 청북국민학교로 개칭
- 1953년 5월 5일 어연국민학교 분리
- 1955년 5월 5일 삼덕국민학교 분리
- 1982년 2월 26일 병설유치원 1학급 인가
- 1996년 3월 1일 청북초등학교로 명칭 변경
- 2005년 12월 31일 사택 및 교문, 골프연습장 준공(돌아오는 농촌학교 육성사업 지원)
- 2008년 8월 18일 과학실 현대화 사업 준공
- 2009년 9월 11일 급식실 현대화 사업 준공
- 2016년 2월 16일 제88회 졸업(6명 졸업, 총5,737명 졸업)
- 2016년 3월 1일 초등 6학급, 유치원 1학급 편성
- 2017년 2월 10일 제89회 졸업(16명 졸업, 총5,753명 졸업)
- 2017년 3월 1일 초등 6학급, 유치원 1학급 편성
- 2017년 3월 1일 제23대 김혜경 교장 부임

## 참고 자료
- 청북초등학교 - 한국교육학술정보원 학교알리미